# Magdelainella nonveilleri
Magdelainella nonveilleri es una especie de escarabajo del género Magdelainella, familia Leiodidae. Fue descrita por Pavićević y Michel Perreau en 2008. Se encuentra en Serbia.